# اولاد الكيحل
اولاد الكيحل هي إحدى بلديات ولاية عين تموشنت الجزائرية.